# Teracotona pruinosa
Teracotona pruinosa is een vlinder uit de familie spinneruilen (Erebidae), onderfamilie beervlinders (Arctiinae). De wetenschappelijke naam van de soort is voor het eerst geldig gepubliceerd in 1912 door de Joannis.
Deze nachtvlinder komt voor in tropisch Afrika.